# 滋野井実冬
滋野井 実冬（しげのい さねふゆ、旧字体：滋󠄁野井 實冬󠄀）は、鎌倉時代初期から後期にかけての公卿。滋野井公光の長男。

## 経歴
寛元3年（1245年）従五位下に叙爵。宝治元年（1247年）従五位上・侍従に叙任され、建長元年（1249年）左近衛少将に任ぜられた。
建長2年（1250年）正五位下に叙せられる。建長3年（1251年）美作介を兼ね、建長4年（1252年）従四位下に昇叙。建長7年（1255年）には従四位上に進み、建長8年（1256年）左近衛中将に転じた。康元2年（1257年）近江介を経て、正嘉2年（1258年）正四位下に叙せられる。文永8年（1274年）右近衛中将に遷り、蔵人頭に補任。文永10年12月（1274年1月）参議に任ぜられて公卿に列した。
文永11年（1274年）従三位・右兵衛督に叙任。但馬権守を兼ねる。建治元年（1275年）左兵衛督に遷り、建治3年（1277年）には正三位・権中納言に叙任された。同時に右衛門督・検非違使別当を兼帯する。弘安元年（1278年）従二位、弘安6年（1283年）には正二位に叙せられた。弘安7年（1284年）右衛門督を辞退する。
弘安9年（1286年）権中納言を辞退し、本座を聴される。弘安10年（1287年）には中納言となり、正応元年（1288年）ついに権大納言に任ぜられた。
同年10月に権大納言を辞職。11月に本座を聴され、翌正応2年（1289年）11月に出家した。出家直前の9月13日、西園寺公子が春日社に行啓した際にはこれに供奉している。乾元2年（1303年）5月27日薨去。享年61。実冬を『本朝書籍目録』の編者とする説がある。

## 官歴
※以下、『公卿補任』の記載に従う。
- 寛元3年（1245年）正月5日：従五位下に叙す（臨時）。
- 宝治元年（1247年）
  - 9月27日：従五位上に叙す（安嘉門院当年御給）。
  - 12月12日（1248年1月9日）：侍従に任ず。
- 建長元年（1249年）8月6日：左近衛少将に任ず。
- 建長2年（1250年）4月9日：正五位下に叙す（室町院当年御給）。
- 建長3年（1251年）正月22日：美作介を兼ぬ。
- 建長4年（1252年）正月5日：従四位下に叙す。
- 建長7年（1255年）
  - 正月5日：従四位上に叙す（室町院当年御給）。
  - 11月10日：喪に服す（父）。
- 建長8年（1256年）
  - 2月26日：復任。
  - 12月12日：左近衛中将に転ず。
- 康元2年（1257年）正月22日：近江介を兼ぬ。
- 正嘉2年（1258年）正月5日：正四位下に叙す。
- 文応元年（1260年）11月7日：介を止む。
- 文永8年（1271年）4月7日：右近衛中将に転じ、蔵人頭に補す。
- 文永10年12月8日（1274年1月17日）：参議に任ず。中将如元。
- 文永11年（1274年）
  - 正月20日：但馬権守を兼ぬ。
  - 4月5日：従三位に叙す。
  - 9月14日：大嘗会御禊次第司・御後長官に補す。
  - 10月3日：右兵衛督に転じ、中将を去る。
- 建治元年（1275年）10月8日：左兵衛督に転ず。
- 建治3年（1277年）
  - 正月5日：正三位に叙す（親院当年御給）。
  - 正月29日：右衛門督に転じ、検非違使別当に補す。
  - 9月13日：権中納言に任ず。
- 弘安元年（1278年）
  - 4月17日：従二位に叙す。
  - 12月25日（1279年2月7日）：別当を辞す。
- 弘安6年（1283年）正月5日：正二位に叙す。
- 弘安7年（1284年）正月16日：右衛門督を辞す。
- 弘安9年（1286年）
  - 正月13日：職を辞す。
  - 正月17日：本座を聴す。
- 弘安10年（1287年）正月13日：中納言に任ず。
- 正応元年（1288年）
  - 7月11日：権大納言に任ず。
  - 10月27日：権大納言を辞す。
  - 11月8日：本座を聴す。
- 正応2年（1289年）11月21日：出家。

## 系譜
- 父：滋野井公光
- 母：一条実有の娘
- 妻：鴨祐継の娘
  - 男子：滋野井冬季（1264-1302）
- 妻：不詳（生母不明の子女）
  - 女子：昭訓門院三条局
  - 猶子：滋野井冬家